# شهلاء جاهد
خدیجة جاهد (1970 - 1 ديسمبر 2010) والمعروفة باسم شهلاء جاهد امرأة إيرانية حكم عليها بعقوبة الإعدام في القضية التي أدينت فيها بقتل زوجة لاعب كرة القدم السابق ناصر محمد خاني، والذي كان مرتبط بها في زواج مؤقت أو ما يسمى (زواج المتعة) في 9 أكتوبر من عام 2002 ، والذي اشتبه به في بداية المحاكمة بالتواطؤ في جريمة القتل، وحكم عليه بالسجن لعدة أشهر، ولكن تم الأفراج عنه بعد اعتراف شهلاء بارتكاب الجريمة.
و في بيان لمدير منظمة العفو للشرق الأوسط وشمال أفريقيا مالكوم سمارت، قال عن القضية: " كان هناك أسباب قوية" للاعتقاد انها لم تحصل على محاكمة عادلة".
“لربما هي أًجبرت على اتخاذ«الاعتراف» خلال أشهر من الاعتقال في الحبس الانفرادي ”.
«تراجعت عن ذلك الاعتراف في محاكمتها لكن المحكمة اختارت أن تقبل به كدليل ضدها».
ولقد ناضلت جمعيات حقوق الإنسان الدولية من أجل إطلاق سراحها طيلة ثماني سنوات، وقالت شهلاء في تصريحات لها أنها لم تحصل على محاكمة عادلة، وقبل يوم من تنفيذ الحكم بالإعدام توجهت منظمة العفو الدولية بنداء أخير من أجل وقف الحكم عليها، ولكن دون جدوى، وفي 1 ديسمبر 2010 تم تنفيذ حكم الأعدام في تمام الساعة 05:00 بالتوقيت المحلي لمدينة طهران، وتنفيذ الحكم يأتي بعد ثمانية أعوام قضتها شهلاء جاهد في سجن أيوين في العاصمة طهران.
ولقد أدانت منظمة العفو الدولية من جانبها تنفيذ حكم الإعدام باعتبارها عقوبة غير إنسانية بالإضافة إلى أن الحكم الصادر بحق الفتاة مطعون في قانونيته لان المتهمة تراجعت عن اعترافاتها، لكن المحكمة العليا في طهران ثبتت حكم الإعدام.